# إنيات
الإنيات (الاسم العلمي: Enidae)، فصيلة حلزونات أرضية متنفسة للهواء، من الرخويات الأرضية الرئويات بطنيات القدم الرخوية.